# リー・ボリンジャー
リー・ボリンジャー（Lee Carroll Bollinger、1946年4月30日 - ）は、アメリカ合衆国の弁護士。コロンビア大学教授でもある。第19代コロンビア大学学長、第12代ミシガン大学学長。アファーマティブ・アクションを推進していることでも有名。ニューヨーク連邦準備銀行理事会議長も務めた。